# Lake View (Alabama)
Lake View – miasto w Stanach Zjednoczonych, w stanie Alabama, w hrabstwie Tuscaloosa. W roku 2023 miasto zamieszkiwały 3794 osoby, a gęstość zaludnienia wynosiła 627,1 osoby/km².